# Comté d'Union (Kentucky)
Pour les articles homonymes, voir Comté d'Union.
Le comté d'Union (en anglais : Union County) est un comté dans l'ouest de l'État du Kentucky aux États-Unis. Fondé en 1811, il est situé à la frontière avec l'Illinois. Son siège est Morganfield. Lors du recensement de 2010, sa population s'élève à 15 007 habitants.